# 中村勝宏
中村 勝宏（なかむら かつひろ、1944年 - ）は、日本の料理人・会社役員。鹿児島県阿久根市波留出身。祖父は阿久根温泉の父ともいわれ、医学博士、代議士でもあった中村静興（せいきょう）
日本人で初めてパリでミシュランガイドの1つ星を獲得した。2008年の北海道洞爺湖サミットでは総料理長を務めた。

## 略歴
- 1962年 - 鹿児島県立阿久根高等学校(現、鹿児島県立鶴翔高等学校)卒業。
  - 箱根ホテル小涌園勤務。
  - 横浜プリンスホテル勤務。
- 1970年6月 - 渡欧、チューリッヒの「ホテル・アスコット」をかわきりに、フランスの「ルレ・ガストロノミック」「オー・ザルム・ド・フランス」「ロアジス」「ラ・マレー」「ローラン」「ラセール」「トロワグロ」などの有名店で約15年間研鑽を積む。
- 1979年3月 - パリ「ル・ブールドネ」で日本人として、初めてミシュランの1つ星を獲得、以後4年間保持。
- 1984年12月 - 帰国。ホテルエドモントの開業とともに、フレンチレストラン「フォーグレイン」の料理長を含め、レストラン部門の統括料理長となる。
- 1989年7月 - 取締役調理部長に就任。SOPEXA（フランス食品振興会）、FFCC（フランス料理文化センター）への協力などを通して業界発展に寄与するかたわら「各地の地産地消」におけるプロデュース、料理セミナー、講演会、雑誌、テレビなどで活躍。
- 1994年6月 - ホテルメトロポリタンエドモント常務取締役総料理長に就任。
- 2005年7月 - 日本ホテル株式会社取締役、JR東日本チエーンホテル特別料理顧問、ホテルメトロポリタンエドモント名誉総料理長に就任。
- 2007年12月 - ザ・ウィンザーホテル洞爺リゾート&スパ総料理長[2]。
- 2008年7月 - 北海道洞爺湖サミットでは総料理長として指揮をとる[2]。
- 2008年11月 - 「ザ・ウィンザーホテル洞爺リゾート&スパ」退任
- 2009年1月 - 日本ホテル株式会社取締役、ホテルメトロポリタンエドモント名誉総料理長に就任。
- 2009年5月 - 「社団法人全日本司厨士協会」総本部副会長に就任。

### 渡欧時代の主なレストランの職歴
（星は当時のもの）
- ホテル「アスコット」スイス・チューリッヒ／シェフ・ソーシエ
- ★★「オー・ザルム・ド・フランス」アルザス／シェフ・ソーシエ
- ★★「ルーレイ・ガストロノミック・パリ・イースト」パリ／ シェフ・ド・パルティ
- ★★★「ロアジス」プロヴァンス／シェフ・ソーシエ
- ★★「アルケストラート」パリ／研修
- ★★★「ラセール」パリ／キュイジニエ
- ★★「ラ・マレー」パリ／ガルドマンジェ・シェフ
- ★★★「トロワグロ」ロアンヌ／研修
- ★★「ローラン」パリ／ ガルドマンジェ・シェフ
- ★「ラ・ブールドネ」パリ／グランシェフ
- 「エスカルゴ・モントルグイユ」パリ／グランシェフ

## 受賞および受章
- 1972年 Concours National de Poele d’Or (France)
  - ポワル・ドール(金のフライパン)コンクール／名誉グラン・ディプロム受賞
- 2001年 東京都優秀技能者都知事賞(江戸の名工)受賞
- 2003年 フランス共和国農事功労章シュヴァリエ受章
- 2005年 東京都優良調理師知事賞受賞
- 2010年 フランス共和国農事功労章オフィシエ受章[3]
- 2017年 フランス共和国農事功労章コマンドール受章

## 主な在籍会
- 「ゴブラン会」会長
- 「フランス農事功労章受章者協会」終身名誉会長[4]
- 「料理ボランティアの会」理事長
- 「公益社団法人全日本司厨士協会」総本部副会長
- 「フランス料理文化センター（FFCC）」シェフアソシエ特任講師
- 「リエゾン・デ・ルシェルシャー・ド・グ（美味追求者の絆）」副会長
- 長野県「おいしい信州ふーど（風土）」大使
- 「フランスチーズ鑑定騎士の会」理事
- 「東京誠心調理師専門学校」評議員理事
- 「新調理システム推進協会」特別技術顧問
- 「八重洲会」会員
- 「アカデミー・キュリネール・ド・フランス」会員
- 「日本エスコフィエ協会」会員
- 「クラブ・ガストロノミック・プロスペール・モンタニエ」日本支部会員
- 「良い食材を伝える会」会員

## 著書
- 1991年『フォーグレインで考える 私のフランス料理』中央公論社
- 1993年『ポワルの微笑み』講談社
- 1996年 朝日新聞 日曜版「プロの一品」連載
- 1997年『キノコ料理』(共著) 婦人画報社
- 1998年『プロが教える新・おかず』（共著）柴田書店
- 2000年『完全理解 フォンとソース』柴田書店
- 2001年『完全理解 フランス料理技術教本』柴田書店
- 2003年『完全理解 フランスの地方料理』柴田書店
- 2004年『中村勝宏の「酒の肴83」-ワインから日本酒、焼酎まで合わせて』柴田書店
- 2005年『オマール海老大全』監修・執筆　旭屋出版
- 2005年『2005 La Cuisine Française au Japan』全4巻　監修・執筆 桐朋出版
- 2007年『テリーヌとパテ 教則本』監修・執筆 旭屋出版
- 2008年『じゃがいも料理大全』監修・執筆 旭屋出版
- 2009年『中村勝宏シェフのこども味覚教室』全3巻 ほるぷ出版
  1. 味ってなに？ ISBN 978-4-593-58611-0
  2. おいしさはどこから ISBN 978-4-593-58612-7
  3. チャレンジしよう！たのしい料理 ISBN 978-4-593-58613-4
- 2008年 - 『交通新聞』エッセイ連載中 交通新聞社
- 2012年 - 『週間ホテルレストラン』連載企画 オータパブリケイションズ

## 主な料理コンクール審査員履歴
- FFCC（フランス料理文化センター）フランス料理コンクール
  - 「メートル・キュイジニエ・ド・フランス」杯 審査委員長
- 「ポキューズ・ドール国際大会　日本国内予選料理コンクール
- 「ピエール・テタンジェ国際料理コンクール」日本代表選考会
- 「全国メルパーク（郵便貯金会館）料理コンクール」
- ニュー豆料理プロフェッショナル選手権（財）日本豆類基金協会
- 全JRホテルグループ料理コンテスト 審査委員長
- SOPEXA（フランス食品振興会）
  - 「フランス食材を使った全国料理コンクール」